# Sencillamente Sensacional
Sencillamente Sensacional hace referencia al primer álbum de parodias del compone-parodias  colombiano Lucho Chamie. La obra fue editada por Sony Music el 8 de febrero de 2011.

## Lista de canciones
| N.º | Título                         | Escritor(es) | Duración |  |
| 1.  | «El Vendedor De Telas»         | Lucho Chamie | 3:58     |  |
| 2.  | «Picardias A Lo Margarito #5»  | Lucho Chamie | 5:03     |  |
| 3.  | «Mosaico De Doña Leopo»        | Lucho Chamie | 3:39     |  |
| 4.  | «Pecado Original»              | Lucho Chamie | 4:43     |  |
| 5.  | «El Tartamudo»                 | Lucho Chamie | 4:00     |  |
| 6.  | «La Habladora»                 | Lucho Chamie | 3:00     |  |
| 7.  | «Te Regalo Mis Alegrías»       | Lucho Chamie | 5:02     |  |
| 8.  | «Gracias»                      | Lucho Chamie | 4:22     |  |
| 9.  | «El Gorrero»                   | Lucho Chamie | 4:29     |  |
| 10. | «Nadie Sabe Pa' Quien Trabaja» | Lucho Chamie | 4:07     |  |
| 11. | «Regalo A Diomedes Díaz»       | Lucho Chamie | 5:07     |  |
| 12. | «Como Llora Mi Alma»           | Lucho Chamie | 4:10     |  |
| 13. | «Picardias A Lo Margarito #4»  | Lucho Chamie | 5:18     |  |

- Datos: Q25400771